# Antje Von Seydlitz-Kurzbach
Antje Von Seydlitz-Kurzbach (Smithers, 16 settembre 1990) è una canottiera tedesco-canadese.

## Biografia
Ai mondiali di Chungju 2013 ha conquistato l'argento nel 4 di coppia.
Si è laureata campionessa continentale ai Giochi panamericani di Toronto 2015, dove ha vinto l'oro nel due di coppia, con Kerry Shaffer, e nel quattro di coppia, assieme a Kate Goodfellow, Kerry Shaffer e Carling Zeeman.
Ha rappresentato il Canada ai Giochi olimpici estivi di Rio de Janeiro 2016, classificandosi 5ª nell'otto con Cristy Nurse, Lisa Roman, Susanne Grainger, Christine Roper, Lauren Wilkinson, Natalie Mastracci, Caileigh Filmer e Lesley Thompson-Willie.

## Palmarès
- Mondiali

Chungju 2013: argento nel 4 di coppia;
- Giochi panamericani

Toronto 2015: oro nel 2 di coppia; oro nel 4 di coppia;